# Фейн, Томас
То́мас Фе́йн (англ. Thomas Fane; ок. 1538 — 1589) — английский аристократ и землевладелец, главный шериф графства Кент (1572—1573).

## Биография
Томас Фейн был старшим сыном сэра Джорджа Фейна и его первой жены Джоан Уоллер, дочери Уильяма Уоллера и Анны Фэлконер. Принято считать, что род Фейн (Вейн) был валлийского происхождения. 
Томас Фейн получил образование в гимназии Мейдстоун и после её окончания примкнул к восстанию восстанию Уайатта, которое было подавлено королевской армией. Фейн был обвинён в государственной измене и приговорён к смертной казни, но был помилован королевой Марией Тюдор, при условии что принесёт ей присягу.
В правление королевы Елизаветы произошло его возвышение, он был посвящён в рыцари, а также занимал должность главного шерифа графства Кент (1572—1573). В последующие годы Фейн занимал в графстве Кент несколько административных должностей, в том числе организовал сбор войск в графстве во время ожидания высадки испанцев с «Непобедимой армады». Скончался в феврале-марте 1589 года, был похоронен в Мерворте (графство Кент).

## Семья
В первом браке Томас был женат на Элизабет Калпепер, которая умерла при родах. Его второй женой стала Мэри Невилл, дочь Генри Невилла, 6-го барона Бергавенни и Фрэнсис Меннерс. Известно, что у них было два сына:
- Фрэнсис Фейн (1 февраля 1580 — 23 марта 1629), 1-й граф Уэстморленд (1624—1629), 1-й барон Бергерш (1624—1629), 4-й барон ле Диспенсер (1626—1629);
- Джордж Фейн[англ.] (1581 – 26 июня 1640), политик, член парламента.